# Марија Вегер
Марија Вегер Демшар (Нови Сад, 26. децембар 1947) je бивша југословенска и српска кошаркашица. Сматра се једном од најбољих европских и југословенских кошаркашица свих времена. Била је најбољи кошгетер свога доба и са 43 поена постигнутих на једној утакмици репрезентације поставила је и данас вазжећи рекорд.

## Каријера
Као девојчица живела је са Мајком Елизабетом и сестрама Терезом и Катарином у малом собичку у Новом Саду, и кошарка јој била идеално место да изађе из те тескобе. Кошарком се бавила у новосадском клубу Еђшегу. Већ са 19 година од Новог сада добила је стан од 43 квадрата. Након тога је дуги низ година играла за Војводину са којом је освојила две националне титуле. Седам пута је била најбољи стреалц прве лиге Југославије. После одласка из земље играла је још у Милану у Италији.

## Репрезентација
Једна је од кошаркашица која је највише показвиала у репрезентацији. Била је део јуниорске репрезентације средином 60-их година да би након тога била стандардни члан сениорксе репрезентација читаву декаду. Са репрезентацијом Југославије освојила је две сребрне и једну бронзану медаљу, а на укупно 54 утакмица постигла 939 поена. Посебно се истакла на Европском првенству 1970. године када је на две утакмице постигла чак 40 поена, а репезентација Југославије дошла до бронзане медаље. Од репрезентације се опростила 1978. године после Европског првенства у Пољској када је освојена сребрна медаља.

## Остало
Била је у браку са некадашњим кошаркашем а касније и кошаркашким тренером Ладиславом Демшаром. Њој у част Владимир Вујин је написао књигу Краљица игре, која је у ствари њена биографија. Године 2008. добила је златну значку Кошаркашког Савеза Србије.